# Herb gminy Jarosław
Herb gminy Jarosław – jeden z symboli gminy Jarosław, ustanowiony 18 kwietnia 2008.

## Wygląd i symbolika
Herb przedstawia na tarczy koloru błękitnego nad srebrną linią falistą złotą łódź ze srebrnym masztem i czerwoną chorągwią, a po jej lewej stronie srebrną podkowę z trzema wbitymi złotymi krzyżami kawalerskimi (herb Dąbrowa). 